# Fridrich V. Švábský
Fridrich VI. Švábský (16. dubna 1167 Modigliana — 20. ledna 1191 Akkon) byl švábský vévoda, přední účastník a velitel třetí křížové výpravy.
Fridrich byl třetím synem Fridricha Barbarossy, původně se jmenoval Konrád a jméno Fridrich převzal po starším zemřelém bratrovi Friedrichovi V.. Společně s bratrem Jindřichem byl při slavnostním dvorském sjezdu o svatodušních svátcích 1184 pasován rytířem a o pět let později se vydal vstříc svému osudu do Svaté země. Roku 1181 byl zasnouben s dcerou dánského krále Valdemara.  a poté se jeho snoubenkou stala uherská princezna Konstancie. Ani jedno ze zasnoubení nebylo naplněno sňatkem.

## Historie křížové výpravy císaře Fridricha

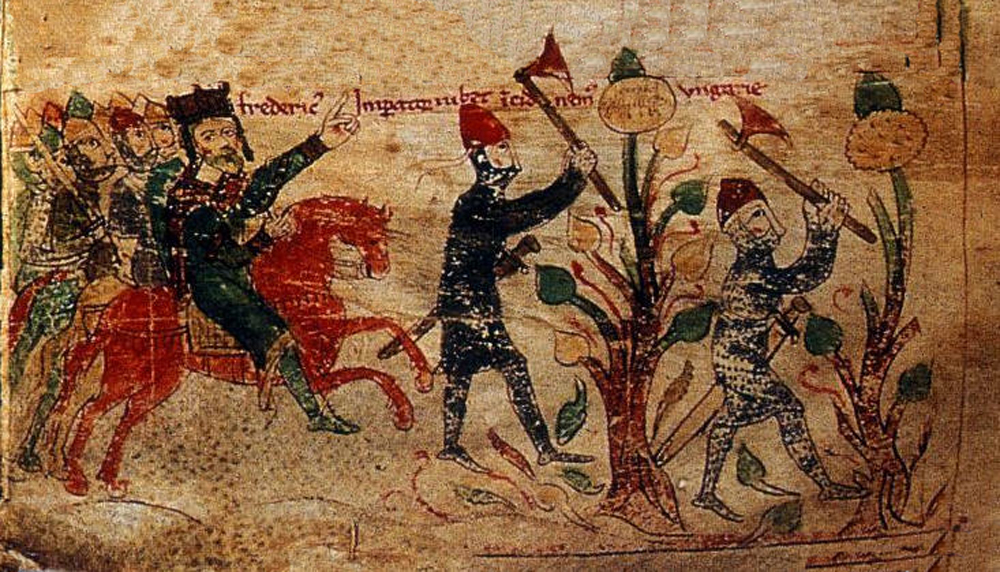
Fridrich Barbarossa dává klestit lesy za pochodu do Svaté země (Liber ad honorem Augusti)

Třetí křížovou výpravu předznamenala zkáza jeruzalémského království a plamenné papežské výzvy o pomoc. Císař Fridrich Barbarossa přijal znamení kříže na slavnostním sněmu v Mohuči 27. března 1188. Poté se císař snažil zabezpečit bezpečnost říše a vyslal také mnohá poselstva k vládcům zemí přes jejichž území by se výprava měla ubírat. Na jaře 1189 tak jednal v Norimberku s posly byzantského císaře Izáka Angela, seldžuckého sultána Kiliče Arslana a srbského knížete Štěpána Nemanji. Poslové byli ujištěni o zcela mírových úmyslech a na základě přísahy würzburského biskupa Gottfrieda, rakouského vévody Leopolda Babenberského a Fridricha Švábského přislíbili otevřít křižákům bulharské horské průsmyky, zajistit jim zásobování a přepravu přes Hellespont. Zhruba patnáctitisícové křižácké vojsko vedené osobně starým císařem, se vydalo na cestu o rok později 11. května 1189 a skládalo se z velmožů celé Svaté říše římské.
| „                   | Z velké dálky se blížilo nové neštěstí, jako by bojovní barbaři nebyli dostatečným soužením, byl to Friderichos, král Alamanů... | “ |
| — Nikétas Choniátes | |   |

Říši svěřil Barbarossa po dobu své nepřítomnosti svému nástupci Jindřichovi. Mladší Fridrich po celou dobu tažení působil jako zástupce vrchního velitele a svou statečnost opakovaně projevil. Barbarossa společně se svou družinou zvolil pro počáteční úsek cesty lodní dopravu po Dunaji a během cesty se setkával se svými spojenci. V táboře u dnešní Bratislavy byl císařem vydán vojenský a táborový řád. Během zastávky v Uhrách bylo křižácké vojsko přívětivě přijato panovníkem a jeho rodinou, císař obdržel četné dary a proviant pro své bojovníky, mezi nimiž byla i česká výprava pod vedením Děpolta II. Fridrich Švábský byl během pobytu u Ostřihomi zasnouben s Konstancií, dcerou krále Bély III.
Výprava poté vstoupila na území byzantské říše a až do Braničeva se dařilo velení putovat lodí. Po výstupu na souš a během pouti přes Nemus Ungariae začali být křižáci sužováni drobnými přepady místním obyvatelstvem. Císař Izák Angelos krom toho nechal uvěznit Barbarossovy vyslance a tím svůj protějšek dostatečně přesvědčil o svém nepřátelství. Poslal také k Barbarossovi posla se sdělením jeho přesvědčení, že Barbarossa má v plánu dobytí Konstantinopole a nahrazení Izáka synem Fridrichem. U Filippopole se křižáci poprvé utkali přímo s byzantskými vojáky. Až hrozba tentokrát již reálné kruciáty proti Byzanci jej donutila ke smíru a propuštění křižáckých pánů. Barbarossa spolu s vojskem přezimoval v Adrianopoli a poté se spolu s byzantskými rukojmími přepplavil přes Hellespont a přes Dardanely se vydal k jihu. Další pochod výpravy byl poznamenán pro křižáky nezvyklým klimatem a také hladem a žízní a také neustálými drobnými i většími potyčkami s turkmenskými nájezdníky.
| „         | ...někteří pili vlastní moč, někteří krev koní, jiní žvýkali kvůli šťávě koňský hnůj a mnozí přežvykovali travnaté drny. | “ |
| — Ansbert | |   |

U křesťanské, ale nepříliš přátelské Filadelfie, musel císař vyslat Fridricha, aby Čechům a mužům řezenského biskupa zabránil v útoku na již povolující městskou bránu. V květnu 1190 se vyhládlá armáda poutníků setkala se seldžuckým vojskem u Philomelionu. Seldžukové chtěli získat od císaře za klidný průchod výkupné, které jim nabídl ve výši jednoho stříbrného groše. Napadli předvoj výpravy a rytířské pluky nájezdníky odrazily a přešly do protiútoku. Na straně křižáků nebyly žádné ztráty, Turci přišli o téměř pět tisíc vojáků. 13. května se poblíž rozvalin města Axarate křižáci střetli s vojskem seldžuckého vládce Qutb ad-Dína a 18. května strženi osobním příkladem obou Štaufů dosáhli skvělého vítězství u Ikonia. Na počátku června při sestupu pohořím Taurus se císař nečekaně utopil v říčce Saléf a Fridrich převzal po otci velení.
| „         | Vévoda švábský, nejvznešenější kníže a nejušlechtilejší dědic otcův, byl pak všemi učiněn také vůdcem vojska Kristova a nadšeně veleben... | “ |
| — Ansbert | |   |

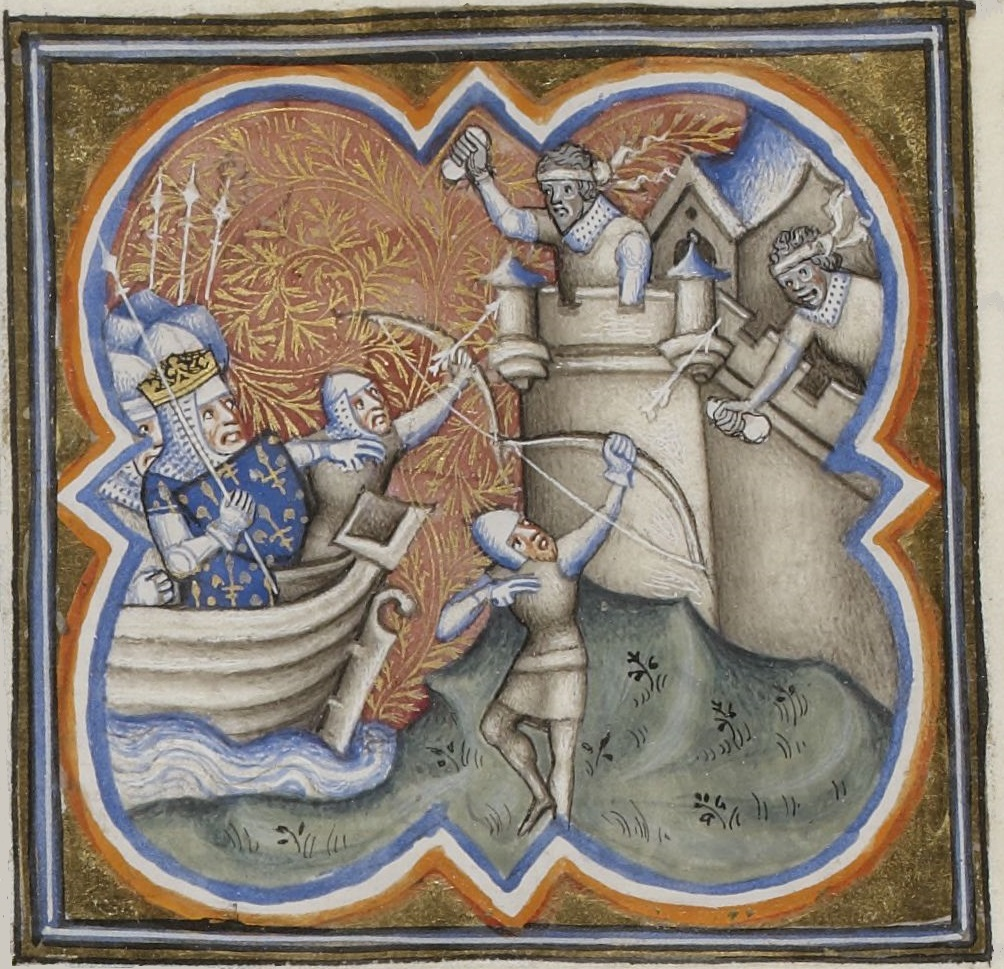
Obléhání Akkonu

Vévoda vzal otcovo tělo naložené v octu  do Tarsu, kde pohřbil vnitřnosti a zbytek císařovy tělesné schrány našel odpočinek v Antiochii. Po císařově smrti se část Němců vrátila domů, ale prořídlé jádro české výpravy pod vedením Fridricha Švábského pokračovalo dále na východ. Fridrich v Mamistře onemocněl malárií a vojsko pak bylo v Antiochii z velké části zdecimováno úplavicí. V srpnu 1190 se zbytek křižáků vydal pod vedením Fridricha a Konráda z Montferratu na jih do Tripolisu. Z Tripolisu se křižáci plavili do Tyru, kde získali informaci o návratu Jindřicha Lva z anglického exilu, což znamenalo další úbytek mužů, protože se někteří šlechtici pro jistotu vraceli domů obhájit svá práva. 7. října byli křižáci konečně pod hradbami Akkonu. Fridrich během obléhání Akkonu a dlouhém čekání na vytoužené posily z Evropy zemřel a byl pohřben v městském špitále německých rytířů v Akkonu.
| „                   | ...táhl do Antiochie a odtud dále do Sýrie, porazil povstaleckou a Ismailtům nakloněnou Laodikáju, obsadil bez potíží Berytos a mnoho jiných syrských měst, která kdysi patřila Latinům... Přišel také do Tyru, oblehl Saracény obsazený Akkon, ještě dlouho snášel mnohé útrapy ve jménu Krista a nakonec tam položil svůj život. | “ |
| — Nikétas Choniátes | |   |

## Vývod předků
|                       |                        |  |                     |                                 |  |  |  |  |  |  |  | Fridrich z Bürenu |
|                       |                        |  |                     |                                 |  |  |  |  |  |  |  |                   |
|                       | Fridrich I. Švábský    |  |                     |                                 |  |  |  |  |  |  |  |                   |
|                       |                        |  |                     |                                 |  |  |  |  |  |  |  |                   |
|                       |                        |  |                     | Hildegarda z Egisheim-Dagsburgu |  |  |  |  |  |  |  |                   |
|                       |                        |  |                     |                                 |  |  |  |  |  |  |  |                   |
|                       | Fridrich II. Švábský   |  |                     |                                 |  |  |  |  |  |  |  |                   |
|                       |                        |  |                     |                                 |  |  |  |  |  |  |  |                   |
|                       |                        |  |                     | Jindřich IV. Sálský             |  |  |  |  |  |  |  |                   |
|                       |                        |  |                     |                                 |  |  |  |  |  |  |  |                   |
|                       | Agnes z Waiblingenu    |  |                     |                                 |  |  |  |  |  |  |  |                   |
|                       |                        |  |                     |                                 |  |  |  |  |  |  |  |                   |
|                       |                        |  |                     | Berta Savojská                  |  |  |  |  |  |  |  |                   |
|                       |                        |  |                     |                                 |  |  |  |  |  |  |  |                   |
|                       | Fridrich I. Barbarossa |  |                     |                                 |  |  |  |  |  |  |  |                   |
|                       |                        |  |                     |                                 |  |  |  |  |  |  |  |                   |
|                       |                        |  |                     | Welf IV.                        |  |  |  |  |  |  |  |                   |
|                       |                        |  |                     |                                 |  |  |  |  |  |  |  |                   |
|                       | Jindřich IX. Černý     |  |                     |                                 |  |  |  |  |  |  |  |                   |
|                       |                        |  |                     |                                 |  |  |  |  |  |  |  |                   |
|                       |                        |  |                     | Judita Flanderská               |  |  |  |  |  |  |  |                   |
|                       |                        |  |                     |                                 |  |  |  |  |  |  |  |                   |
|                       | Judita Welfská         |  |                     |                                 |  |  |  |  |  |  |  |                   |
|                       |                        |  |                     |                                 |  |  |  |  |  |  |  |                   |
|                       |                        |  |                     | Magnus Saský                    |  |  |  |  |  |  |  |                   |
|                       |                        |  |                     |                                 |  |  |  |  |  |  |  |                   |
|                       | Wulfhilda z Billungu   |  |                     |                                 |  |  |  |  |  |  |  |                   |
|                       |                        |  |                     |                                 |  |  |  |  |  |  |  |                   |
|                       |                        |  |                     | Žofie Uherská                   |  |  |  |  |  |  |  |                   |
|                       |                        |  |                     |                                 |  |  |  |  |  |  |  |                   |
| 'Fridrich V. Švábský' |                        |  |                     |                                 |  |  |  |  |  |  |  |                   |
|                       |                        |  |                     |                                 |  |  |  |  |  |  |  |                   |
|                       |                        |  | Vilém I. Burgundský |                                 |  |  |  |  |  |  |  |                   |
|                       |                        |  |                     |                                 |  |  |  |  |  |  |  |                   |
|                       | Štěpán I. Burgundský   |  |                     |                                 |  |  |  |  |  |  |  |                   |
|                       |                        |  |                     |                                 |  |  |  |  |  |  |  |                   |
|                       |                        |  |                     | Štěpánka                        |  |  |  |  |  |  |  |                   |
|                       |                        |  |                     |                                 |  |  |  |  |  |  |  |                   |
|                       | Renaud III. Burgundský |  |                     |                                 |  |  |  |  |  |  |  |                   |
|                       |                        |  |                     |                                 |  |  |  |  |  |  |  |                   |
|                       |                        |  |                     | Gérard Lotrinský                |  |  |  |  |  |  |  |                   |
|                       |                        |  |                     |                                 |  |  |  |  |  |  |  |                   |
|                       | Beatrix Lotrinská      |  |                     |                                 |  |  |  |  |  |  |  |                   |
|                       |                        |  |                     |                                 |  |  |  |  |  |  |  |                   |
|                       |                        |  |                     | Hedvika Namurská                |  |  |  |  |  |  |  |                   |
|                       |                        |  |                     |                                 |  |  |  |  |  |  |  |                   |
|                       | Beatrix Burgundská     |  |                     |                                 |  |  |  |  |  |  |  |                   |
|                       |                        |  |                     |                                 |  |  |  |  |  |  |  |                   |
|                       |                        |  |                     | Dětřich II. Lotrinský           |  |  |  |  |  |  |  |                   |
|                       |                        |  |                     |                                 |  |  |  |  |  |  |  |                   |
|                       | Gerard I. Lotrinský    |  |                     |                                 |  |  |  |  |  |  |  |                   |
|                       |                        |  |                     |                                 |  |  |  |  |  |  |  |                   |
|                       |                        |  |                     | Hedvika z Formbachu             |  |  |  |  |  |  |  |                   |
|                       |                        |  |                     |                                 |  |  |  |  |  |  |  |                   |
|                       | Agáta Lotrinská        |  |                     |                                 |  |  |  |  |  |  |  |                   |
|                       |                        |  |                     |                                 |  |  |  |  |  |  |  |                   |
|                       |                        |  |                     | Jindřich III. Lovaňský          |  |  |  |  |  |  |  |                   |
|                       |                        |  |                     |                                 |  |  |  |  |  |  |  |                   |
|                       | Hedvika Namurská       |  |                     |                                 |  |  |  |  |  |  |  |                   |
|                       |                        |  |                     |                                 |  |  |  |  |  |  |  |                   |
|                       |                        |  |                     | Gertruda Flanderská             |  |  |  |  |  |  |  |                   |
|                       |                        |  |                     |                                 |  |  |  |  |  |  |  |                   |